# Markus Ebner (Snowboarder)
Markus Ebner (* 9. November 1970 in Ingolstadt) ist ein deutscher Snowboarder. Er wurde 1999 Weltmeister im Parallel-Slalom. 2001 wurde er Vize-Weltmeister im Boardercross. 2003 wurde er Zweiter im Gesamtweltcup und  Dritter im Gesamt-Weltcup des Parallel-Slaloms. In seiner Karriere wurde er 15× Deutscher Meister. Bei den Olympischen Winterspielen 2002 von Salt Lake City und den Olympischen Winterspielen 2006 in Turin schied Ebner bereits vor dem Finale aus.
Er ist einer der erfolgreichsten Snowboarder Deutschlands.